# 克魯格60
克魯格60（Kruger 60）是一個距離地球13.15 光年的聯星系統。系統內的兩顆紅矮星以周期44.6年互繞。

## 概述
系統中較大的稱為克魯格60A，較小的稱為克魯格60B。較大的克魯格60A質量約太陽的27%，半徑則為太陽的35%；較小的克魯格60B其質量約太陽的18%，半徑約太陽的24%。克魯格60B是一顆耀星，其變星編號為仙王座DO（"DO Cephei"）.。克魯格60B光度會不規則變化，會在光度加倍後經過8分鐘又恢復原本光度。
系統中的兩顆恆星平均距離約9.5天文單位，大約是太陽和土星的平均距離。但兩者之間的橢圓形軌道使其距離在5.5到13.5天文單位之間變化。
該系統在距離銀河系核心7–9 kpc的距離環繞銀河系中心，軌道離心率約0.126–0.130。該系統將在88,600年後最接近太陽，大約是1.95秒差距。

## 延伸閱讀
- James Kaler, Extreme Stars, (Cambridge:  Cambridge UP, 2001), p. 32.
- Hires LRGB CCD Image （页面存档备份，存于）